# ارقصوا أيها الحمقى (فلم 1931)
ارقصوا أيها الحمقى (بالإنجليزية: Dance, Fools, Dance) فيلم دراما أمريكي انتج عام 1931 من إخراج هاري بومونت وبطولة كلارك غيبل.

## روابط خارجية
- مقالات تستعمل روابط فنية بلا صلة مع ويكي بيانات